# Batiaghata
Batiaghata è un sottodistretto (upazila) del Bangladesh situato nel distretto di Khulna, divisione di Khulna. Si estende su una superficie di 248,33 km² e conta una popolazione di 171.691  abitanti (dato censimento 2011).